# Vioolsonate (Arnestad)
De Sonate voor viool solo van Finn Arnestad werd voltooid in 1980. Het is het enige werk van deze Noorse componist in dat genre. Het werk is nimmer uitgegeven en is alleen via manuscript uit te voeren. De sonate bestaat uit drie delen (met klassieke aanduidingen) en de snel-langzaam-snel-traditie:
- Andante – vivo
- Largo
- Presto non tanto

In het eerste deel keert Arnestad naar zijn favoriete compositievorm, het rondo. Het largo is opgebouwd als trio (ABA).